# Myza
Myza là một chi chim trong họ Meliphagidae.
Tên gọi Myza có nguồn gốc từ tiếng Hy Lạp muzaō, nghĩa là "hút".

## Các loài
- Myza celebensis
- Myza sarasinorum